# Typos
Typos o Tipo (greco: τυπος, "figura", sottinteso "di Cristo") è un editto emanato nel 648 dall'imperatore bizantino Costante II per porre fine alle conseguenze dell'editto monotelita Ekthesis, emanato dal nonno Eraclio.
Con esso il Basileus ribadiva l'ordine contenuto nell'editto di Eraclio a porre fine per sempre a tutte le diatribe cristologiche, ma al contempo proibiva tassativamente, sotto minaccia di pene severissime, di discutere ancora della dottrina monotelita, indifferentemente se per sostenerla o per condannarla.
Il Typos non riuscì però a porre fine alla principale conseguenza dell'editto di Eraclio: lo scontro con la Chiesa romana. Papa Martino I rispose infatti all'imperatore Costante convocando a Roma un concilio nel quale vennero condannati sia l'Ekthesis sia il Typos.
Ne nacque un contrasto che si concluse solo nel 654 con l'arresto da parte dei soldati bizantini del Pontefice, che venne condotto a Costantinopoli, dove fu processato, torturato e condannato a morte per tradimento. Il Papa venne infine graziato e relegato a Cherson, dove morì di patimenti e fame l'anno successivo.